# São Pedro (Apucarana)
São Pedro (Caixa de São Pedro) é um distrito do município brasileiro de Apucarana, no estado do Paraná.